# بلاك بيري الإلكترون
بلاك بيري الإلكترون (بالإنجليزية: BlackBerry Electron)‏ هو هاتف ذكي من بلاك بيري يعمل بنظام بلاك بيري.

## الخصائص
- نظام التشغيل: بلاك بيري
- الشاشة: 320 × 240
- الوزن: 134 غرام
- الذاكرة: 64 ميجابايت